# Гордий
Гордий (на старогръцки: Γόρδιος, Gordios, Gordias) в древногръцката митология e цар на Фригия. С Кибела той има син цар Мидас.
Според легендата, когато фригите трябвало да изберат цар, попитали оракул кой да бъде той. Оракулът предсказал да изберат първия, когото срещнат на кола по пътя. Те срещнали обикновения земеделец Гордий и го провъзгласили за цар. Много преди това една гадателка му предсказала, че ще стане цар. След това той се жени за нея.
Гордий като цар основава град Гордион (Γόρδιον, Górdion, Gordium) и подарява колесницата на храма на Зевс и я завързва с възел (Гордиев възел). Той предсказва, че който успее да развърже възела, ще стане владетел на цяла Мала Азия.
Александър Велики (през зимата 334/333 пр.н.е.) разсякъл гордиевия възел с меча си.